# NGC 5325
NGC 5325 este o infrared source⁠(d) situată în constelația Câinii de Vânătoare. A fost descoperită în 14 iunie 1885 de către Lewis A. Swift.